# San Francisco de los Romo
San Francisco de los Romo é um município do estado de Aguascalientes, no México.